# 泊駅 (富山県)
泊駅（とまりえき）は、富山県下新川郡朝日町にある、あいの風とやま鉄道線の駅である。
路線上では、あいの風とやま鉄道線の途中にあり単独駅となっているが、市振駅以東のえちごトキめき鉄道日本海ひすいラインの全列車が当駅に発着する「区切り」の駅でもあり、運転系統上では両社の境界駅と位置づけられている。

## 歴史

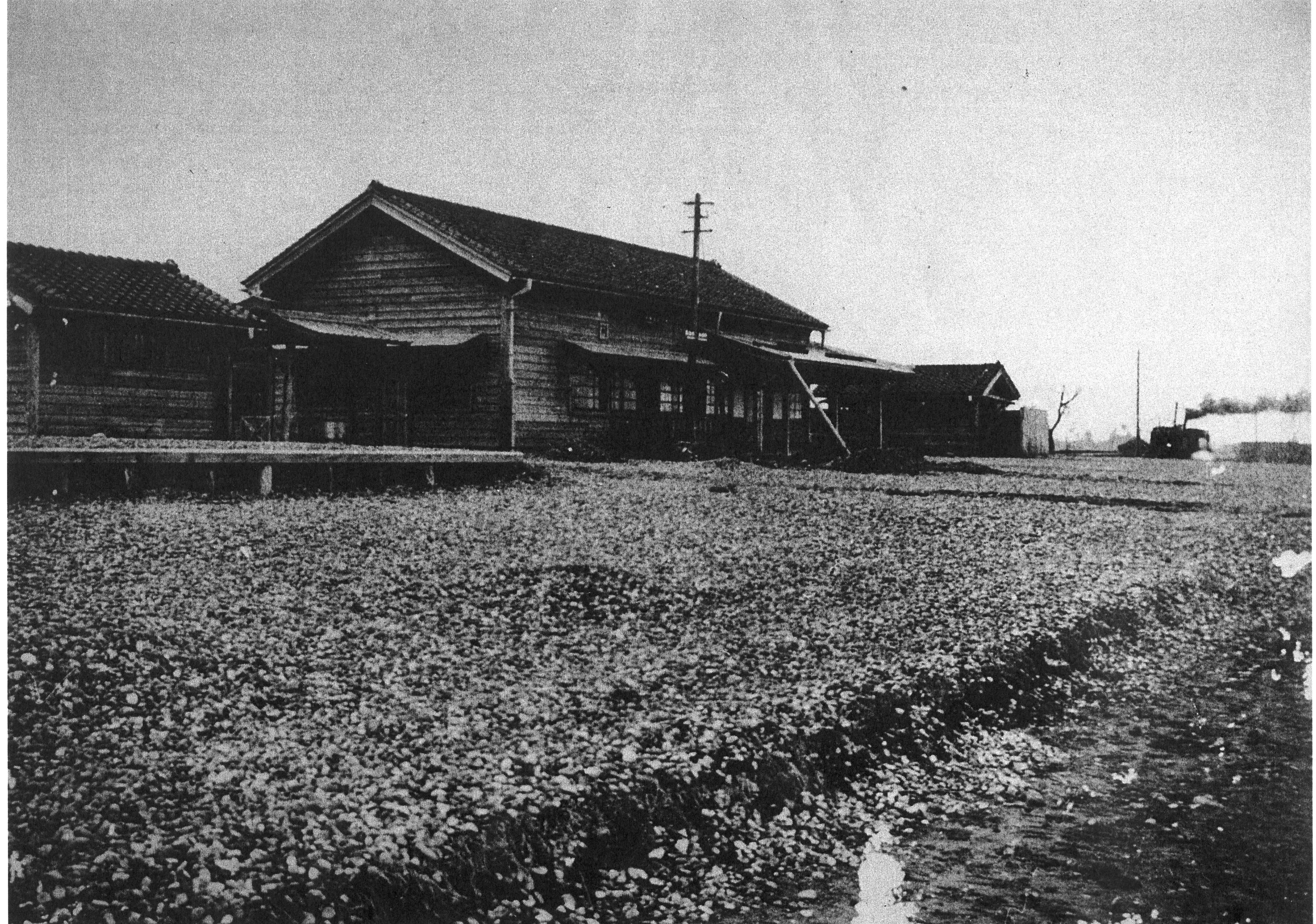
開業当時の駅舎

- 1910年（明治43年）4月16日：北陸本線の魚津駅 - 泊駅間延伸に伴い、その終着として下新川郡泊町平柳に一般駅として開業する[2][3][4]。
- 1912年（大正元年）10月15日：北陸本線が青海駅まで延伸し、途中駅となる[5]。
- 1939年（昭和14年）11月1日：構内に泊電信取扱所を開設する[6]。
- 1954年（昭和29年）12月22日：跨線橋の落成式を行う（完成は同月20日）[7]。
- 1957年（昭和32年）4月1日 - 急行白山号が初停車[8]。
- 1965年（昭和40年）
  - 8月25日：当駅 - 富山操車場間が交流電化する[9]。
  - 9月30日：当駅 - 糸魚川駅間が交流電化する[9]。
- 1967年（昭和42年）
  - 5月19日：当駅 - 越中宮崎駅間が複線化する[9]。
  - 8月29日：当駅 - 小川信号場（廃止）間が複線化する[9]。
  - 9月20日：小川信号場 - 入善駅間が複線化する[3][9]。
- 1969年（昭和44年）
  - 5月24日：第20回全国植樹祭に係る富山県行幸のため、昭和天皇及び香淳皇后乗車の御召列車が当駅に着輦する[10]。
  - 10月1日：営業範囲を改正し、手荷物及び小荷物の配達取扱を廃する[11]。
- 1972年（昭和47年）10月2日：営業範囲を改正して貨物の取扱を廃止し、旅客駅となる[12]。
- 1973年（昭和48年）3月：現駅舎（鉄筋平屋建329平米）が竣工する[13][14]。
- 1981年（昭和56年）8月：泊駅前自転車駐輪場が完成[15]。
- 1982年（昭和57年）11月15日：特別急行『北越』の停車駅となる[16]。
- 1985年（昭和60年）3月14日：営業範囲を改正し、荷物の取扱を廃止する[17]。
- 1987年（昭和62年）4月1日：国鉄分割民営化に伴い、西日本旅客鉄道の駅となる[3]。
- 1994年（平成6年）6月3日：駅前広場が約3倍の3,400m2に拡張。同時に柚月芳氏（朝日町出身）のモニュメント「希望」も除幕される[18]。
- 2001年（平成13年）頃：駅舎改装[19]。
- 2010年（平成22年）10月10日：当駅開業100周年紀念式典を挙行する[20]。
- 2015年（平成27年）
  - 3月14日：北陸新幹線の金沢延伸に伴うJR西日本からの北陸本線の経営分離により、あいの風とやま鉄道の駅となる[1][21]。また同日より当駅の愛称として「あいのトキめき駅」の使用を開始する[22]。
  - 3月26日：交通系ICカード「ICOCA」の運用開始[23]。
- 2016年（平成28年）3月20日：当駅駅舎に「あいのトキめき駅」の愛称を併記した駅名看板を掲出する[24]。
- 2017年（平成29年）4月1日：当駅でえちごトキめき鉄道の特別企画乗車券「トキめきホリデーフリーパス」の取り扱いを開始する[25]。

駅名は従来あった泊町に由来する。そもそもの「泊」の由来としては、宮崎城が廃城になった際、武士がこの地で漁業に従事するようになったが、その際に船を停泊させる際に「舟泊り」が出来、後に舟が省略され泊となったという説がある。

## 駅構造
単式ホーム1面1線と島式ホーム1面2線、合計2面3線を有する地上駅である。駅舎は単式ホーム側（1番線）にあり、ホーム間の移動のために跨線橋がある。
JR西日本時代は富山地域鉄道部管理の直営駅で、みどりの窓口・自動券売機設置駅であった。あいの風とやま鉄道への経営移管後も同社の直営駅として運営されており、みどりの窓口も引き続き設置されている。駅構内には自動券売機、待合室及び便所があり、Wi-Fiの利用が可能である。また、富山県内のあいの風とやま鉄道線内に限りICOCAおよび相互利用の交通系ICカードが利用できるため、JR西日本と同仕様のICOCAチャージ機がありクイックチャージも対応している。

### のりば
| 番線 | 番線       | 路線                                              | 方向 | 行先                 | 備考                     |
| ---- | ---------- | ------------------------------------------------- | ---- | -------------------- | ------------------------ |
| 1    | 1          | ■あいの風とやま鉄道線 （■日本海ひすいライン直通） | 下り | 糸魚川・直江津方面   | 富山方面からの直通のみ   |
| 2    | （市振方） | ■あいの風とやま鉄道線 （■日本海ひすいライン直通） | 下り | 糸魚川・直江津方面   | 当駅始発                 |
| 2    | （富山方） | ■あいの風とやま鉄道線                             | 上り | 魚津・富山・金沢方面 | 当駅始発                 |
| 3    | 3          | ■あいの風とやま鉄道線                             | 上り | 魚津・富山・金沢方面 | 糸魚川方面からの直通のみ |

- 2015年（平成27年）3月14日の北陸新幹線開業に伴う北陸本線の経営分離に際し、富山県内区間を運行するあいの風とやま鉄道と、新潟県内区間を運行するえちごトキめき鉄道との運賃計算上の境界駅を市振駅としたが、運転系統上は当駅を境界とし、糸魚川駅まで直通するあいの風とやま鉄道の列車1往復を除き、双方とも当駅で折り返す（えちごトキめき鉄道側は全列車が当駅まで片乗り入れする）[28]。双方の折り返し列車が2番線で縦列停車することで、同一平面上での接続を図っている[29][30]。富山方面からの終電はあいの風とやま鉄道移管後、時刻繰り下げによって当駅終着時刻が日付を越えるようになった。
- JR時代の当駅には特急が一部停車し、「おはようエクスプレス」は当駅が始発であった[13]。

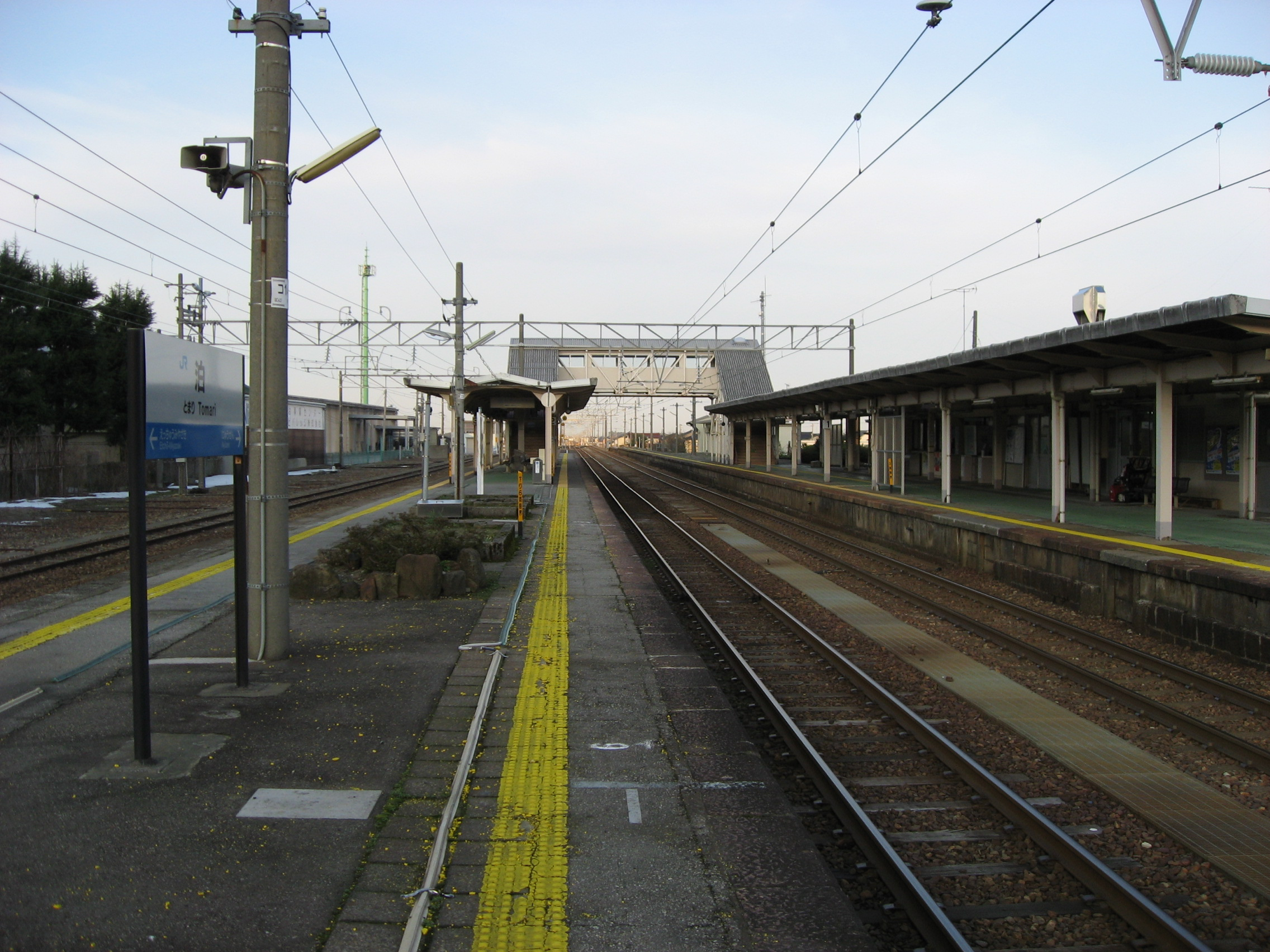
プラットホーム（2010年2月）
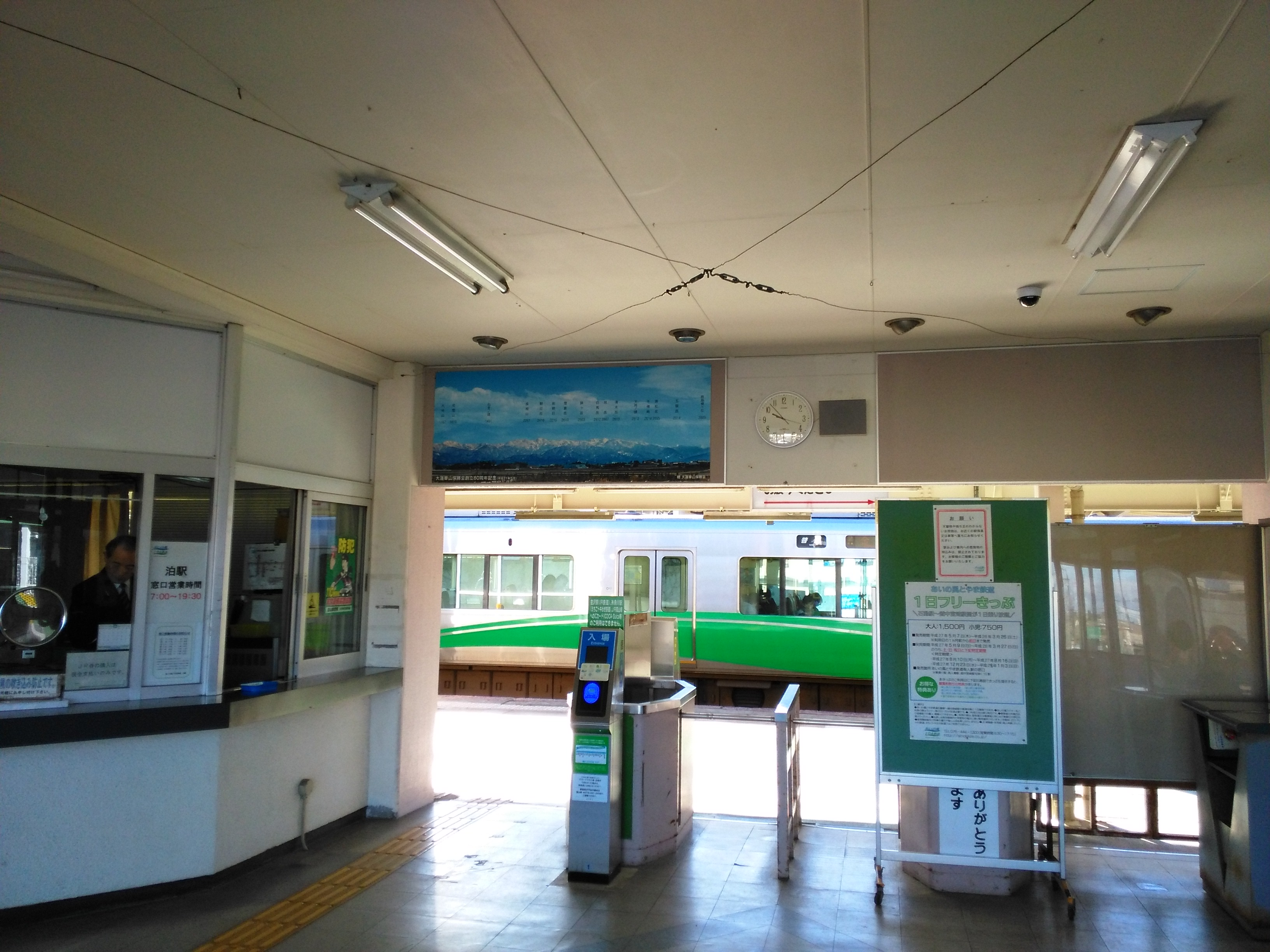
駅舎内（2015年12月）
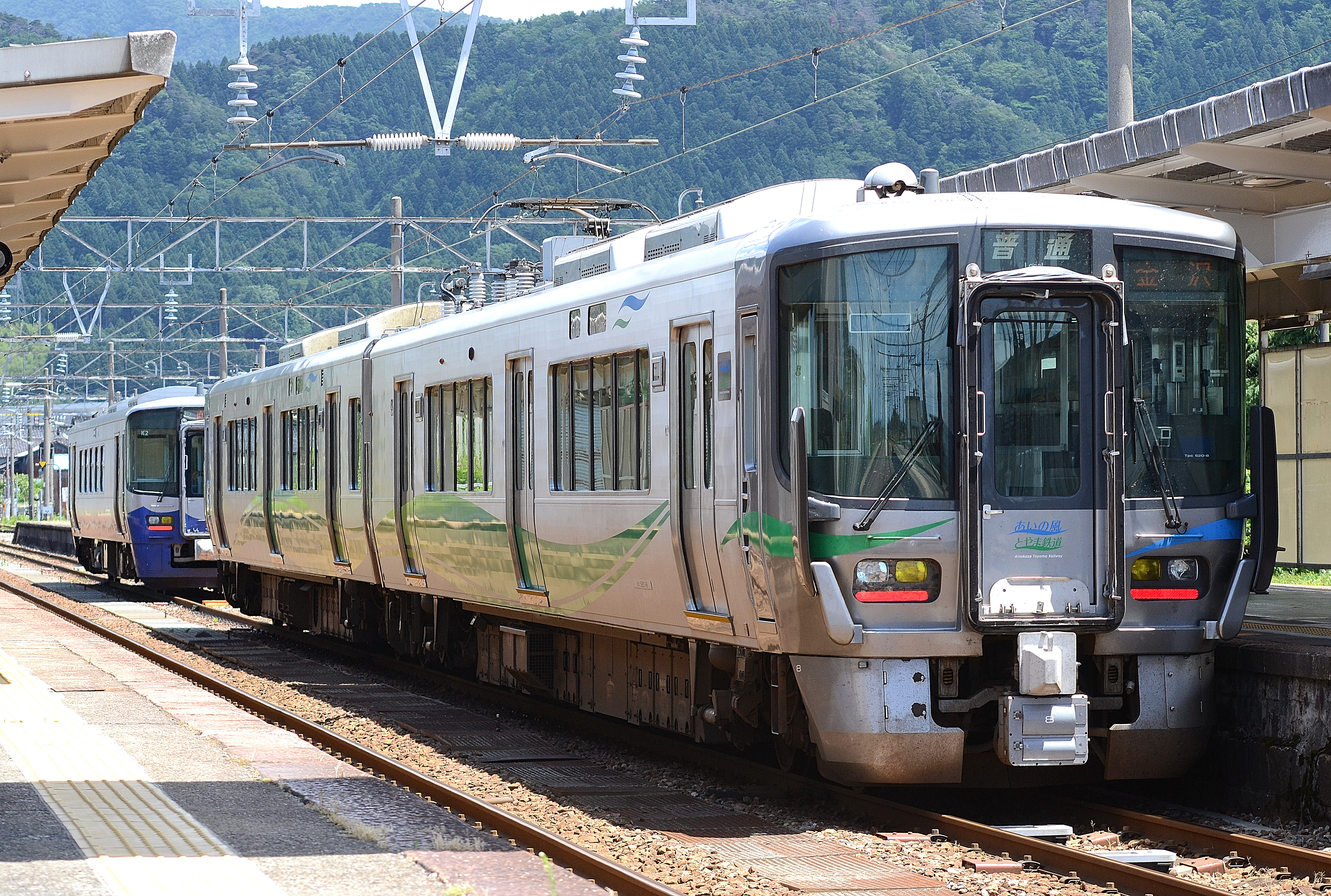
2番のりばで縦列停車するえちごトキめき鉄道（奥側）とあいの風とやま鉄道の車両（2015年6月）

### 到着メロディ
2017年（平成29年）3月の新旅客案内システム導入に伴い、朝日町商工会が制作した「まめなけあさひ」（高原兄作曲）のアレンジが到着メロディとして使用開始された。

## 貨物取扱
当駅における貨物取扱は、1972年（昭和47年）10月2日に廃止された。
1953年（昭和28年）10月10日付『鉄道公報』第1254号通報専用線一覧別表掲載中、当駅接続の専用線は次の通りであった。
- 日東紡績線（第三者使用：日本通運、動力：手押、作業粁程：0.3粁）

1970年（昭和45年）10月1日現在における当駅接続の専用線は以下の通りであった。
- 日東紡績線（通運事業者：日本通運、動力：手押、作業粁程：0.3粁、総延長粁程：0.2粁）

## 利用状況
2020年（令和2年）度の1日平均乗車人員は481人である。
各年度の1日の平均乗車人員は以下の通り。
| 年度   | 1日平均 乗車人員 |
| ------ | ---------------- |
| 1995年 | 1,085            |
| 1996年 | 1,091            |
| 1997年 | 999              |
| 1998年 | 956              |
| 1999年 | 915              |
| 2000年 | 912              |
| 2001年 | 896              |
| 2002年 | 842              |
| 2003年 | 845              |
| 2004年 | 833              |
| 2005年 | 793              |
| 2006年 | 779              |
| 2007年 | 745              |
| 2008年 | 759              |
| 2009年 | 723              |
| 2010年 | 731              |
| 2011年 | 743              |
| 2012年 | 737              |
| 2013年 | 746              |
| 2014年 | 631              |
| 2015年 | 711              |
| 2016年 | 727              |
| 2017年 | 745              |
| 2018年 | 709              |
| 2019年 | 689              |
| 2020年 | 481              |

備考
1. ↑  2014年度は2015年3月13日までの計347日間を集計したデータ。

## 駅周辺
駅前には商店街、住宅街が広がる。　　
- 朝日町役場
- 日東紡績泊事業センター
- 泊郵便局
- 富山第一銀行泊支店
- あさひ福祉センター
- 朝日町図書館
- 北陸銀行泊支店
- にいかわ信用金庫泊支店
- みな穂農業協同組合あさひ支店
- 北陸自動車道
- 国道8号
- 旅館紋左（横浜事件の舞台となった）
- 富山県立泊高等学校跡地

## バス路線
あさひまちバス（朝日町コミュニティバス）
- A1（宮崎港線）あさひ総合病院前・境東行
- A2（市振線）あさひ総合病院前・市振行
- B（笹川線） 笹川生産森林組合前行
- C（草野赤川線） 荒川4丁目行
- D1（南保線） 南保方面泊駅前行
- D2（山崎線） 山崎方面泊駅前行
- E1（藤塚線） 藤塚行
- E2（愛本線） 宇奈月市民サービスセンター行
- F（大家庄線） らくちーの方面泊駅前行
- A´x（あさひまちエクスプレス）黒部宇奈月温泉駅行(事前予約式)

## 隣の駅
あいの風とやま鉄道
■あいの風とやま鉄道線
- 「あいの風ライナー」発着駅（入善方のみ運転）

■普通（越中宮崎方の自社列車は1日1往復のみ）
入善駅 - 泊駅 - 越中宮崎駅
■日本海ひすいライン直通
泊駅 - 越中宮崎駅